# Cylindrobullinidae
Cylindrobullinidae zijn een uitgestorven familie van weekdieren uit de klasse van de Gastropoda (slakken).

## Taxonomie
De volgende taxa zijn bij de familie ingedeeld:
- Geslacht  † Cylindrobullina Ammon, 1878 (typesoort: Tornatella fragilis Dunker, 1847)
  -  † Cylindrobullina stueri (Cossmann, 1895)
    - = Ovactaeonina stueri Cossmann, 1895
- Geslacht  † Globiconcha d'Orbigny, 1842
  -  † Globiconcha formosa (Cragin, 1893)
    - =  † Cylindrites formosus Cragin, 1893
- Geslacht  † Hamlinia Boehm, 1900
  -  † Hamlinia eliai (Shalem, 1928)
    - =  † Akera eliai Shalem, 1928